# Betonfräsen
Betonfräsen bewirkt durch mechanische Einwirkung – beispielsweise mit einem Bohrhammer – auf Beton eine gewollte Zerstörung von Strukturen im Zuge einer Fahrbahnsanierung oder eines Gebäudeabrisses.

## Arbeitsweise
Dabei wird durch den großen Druck, den der Meißel mit seiner Spitze auf eine Fahrbahndecke im Straßenbau aufbringt, ein Abplatzen der oberen Schichten erreicht. Je nach Tiefeneinstellung und Anzahl der Meißel erfolgt ein Abplatzen kleinerer oder größerer Teile. Die Anzahl der Meißel ist sehr entscheidend für das sich ergebende Fräsbild. Wird die Frästrommel mit wenigen Meißeln bestückt, ergibt sich ein grobes Fräsbild, mit vielen Meißeln entsprechend ein feineres (Fräsrillen).

## Einsatzgebiete
Das Verfahren findet vorrangig bei Verkehrsbauwerken Anwendung, die auf Grund ihrer Konstruktion dafür prinzipiell geeignet sind, wie zum Beispiel Brücken, Tiefgaragen, Parkhäuser, aber auch Industriehallen. Die Ziele sind dabei beispielsweise Höhen abzunehmen, geschädigten Beton oberhalb der Bewehrung zu entfernen, Estriche zu entfernen oder zu egalisieren sowie das Angleichen unterschiedlicher Höhen.

## Alternativen
Eine andere Art der Oberflächenbearbeitung ist das Fräsen mit einer Lamellenfräse, die ein feineres Fräsbild erzeugt. Bei diesem Verfahren werden lose auf einem Rohr gelagerte Lamellen (zum Beispiel Sternlamellen) über die Oberfläche geführt, so dass die Spitzen gerade noch auf den Untergrund einwirken können. Hierbei tritt ebenfalls ein Abplatzen der Oberfläche ein, was jedoch im Vergleich zum Fräsen mit Meißeln wesentlich feinere Resultate ergibt. Dieses Verfahren wird beispielsweise zum Entfernen von Beschichtungen und zum Aufrauen von Oberflächen als Vorbereitung für Lackierarbeiten eingesetzt.